# 贾莱斯·吉尔伯特·斯科特
贾莱斯·吉尔伯特·斯科特爵士 OM RA FRIBA（1880年11月9日—1960年2月8日），20世纪英国建筑师。最為人所知的作品包含利物浦座堂、滑铁卢桥與巴特西发电站等建築，以及最具標誌性的紅色電話亭。
史考特出身於建築師世家，其父小喬治·吉爾伯特·斯科特和祖父喬治·吉爾伯特·斯科特都是建築師。史考特的設計雜揉哥德式傳統與現代主義，使其功能性設計的建築往往成為著名地標。